# Polygonum sparsipilosum
Polygonum sparsipilosum är en slideväxtart som beskrevs av A.J. Li. Polygonum sparsipilosum ingår i släktet trampörter, och familjen slideväxter. Utöver nominatformen finns också underarten P. s. hubertii.